# Off-label
Per off-label (in italiano fuori indicazione) si intende l'impiego nella pratica clinica di farmaci somministrati al di fuori delle condizioni autorizzate dagli enti predisposti per patologia, popolazione o posologia.

## Utilizzo dei farmaci off-label[2]
Generalmente l'utilizzo off-label riguarda molecole già note e utilizzate da tempo, per le quali esistono cospicue evidenze scientifiche che ne permetterebbero l'uso razionale anche in situazioni cliniche e secondo modalità non previste dalla scheda tecnica e nel foglietto illustrativo autorizzati dagli enti regolatori per quello specifico farmaco: ad esempio, il gabapentin, un farmaco approvato in vari paesi per la terapia dell'epilessia, ormai da decenni viene abitualmente prescritto anche per il trattamento di varie forme di neuropatia periferica. La prescrizione off-label si realizza anche quando un farmaco viene somministrato al paziente con modalità di somministrazione diverse da quelle autorizzate (per tempo e quantità).
La prescrizione in off-label, al di là del rispetto delle leggi che la regolano, rappresenta un problema di ordine etico. Se da un lato la prescrizione in off-label di un farmaco, in alcune situazioni cliniche selezionate, può rappresentare una preziosa opportunità, talvolta questa è l'unica terapia possibile del paziente. L'uso diffuso ed indiscriminato del farmaco off-label, per il quale non è stata accertata “efficacia” e/o “sicurezza”, può sottoporre inutilmente il paziente a possibili e imprevedibili danni.

## Aspetti clinici

### Diffusione dell'utilizzo off-label
Stando a quanto pubblicato in uno studio americano sulla prescrizione di farmaci di comune impiego, nel 2001 sarebbero state effettuate 150 milioni di prescrizioni; di queste, ben il 73% non risultava supportato da forti evidenze scientifiche di efficacia e/o sicurezza.
Secondo le stime presenti in tale studio, l'uso off-label risulterebbe più comune tra i farmaci per il trattamento del sistema cardiovascolare con il 46% sul totale delle prescrizioni (escludendo gli antidislipidemici e gli antipertensivi) e tra gli anticonvulsivanti (sempre 46% del totale), mentre il Gabapentin con l'83% e amitriptilina cloridrato con l'81% hanno avuto la maggiore percentuale di uso off-label come singolo farmaco. Gli autori sostengono che la maggior parte dei farmaci off-label con il 73% (con un intervallo di confidenza del 95%, pari a 61%-84%) hanno poco o addirittura nessun supporto scientifico.

### La prescrizione off-label in oncologia
In oncologia è stato stimato un uso off-label dei farmaci che raggiungerebbe il 50% (o anche oltre) del totale delle prescrizioni. Risulterebbe particolarmente diffuso nell'ambito dell'oncologia pediatrica.
Il principale motivo sottostante a tale diffusione potrebbe essere la varietà di tipologie di cancro. In linea teorica, ciascun farmaco antitumorale può essere utile solo in alcuni tipi di tumore. In pratica, però, molti farmaci antitumorali di ampia diffusione non hanno ottenuto approvazione per tutte le indicazioni per le quali possono essere efficacemente impiegati; ciò accade anche perché spesso quando il brevetto del farmaco è scaduto, nessuna società farmaceutica troverà mai interesse a ricercare nuove indicazioni.
Le patologie rare risultano in generale molto problematiche; riguardo a queste, le aziende farmaceutiche hanno benefici solo se cercano l'approvazione di nuovi farmaci per le malattie rare, i cosiddetti farmaci orfani. In altri termini, gli incentivi economici per le aziende sono garantiti solo se il farmaco è approvato.

## Esempi di farmaci e relativo impiego in-label e off-label
| Farmaco                 | Indicazioni approvate                                                 | Indicazioni off-label                    |
| ----------------------- | --------------------------------------------------------------------- | ---------------------------------------- |
| Amantadina              | Profilassi dell'influenza; Malattia di Parkinson e sue manifestazioni | Fatica nella sclerosi multipla           |
| Amitriptilina           | Depressione varie forme                                               | Dolore neuropatico, profilassi emicrania |
| Carbamazepina           | Epilessie varie forme e nevralgia del trigemino                       | Dolore neuropatico                       |
| Clonidina               | Ipertensione varie forme                                              | Tics                                     |
| Fenobarbital            | Anestesia, Epilessia (convulsioni)                                    | Tremore essenziale                       |
| Sertralina e Paroxetina | Depressione e ansia varie forme                                       | Eiaculazione prematura                   |

## Normative nel mondo

### Italia
Le normative che disciplinano la prescrizione dei farmaci off-label sono:
- la legge 648/1996: medicinali erogabili a totale carico del SSN;
- la legge 94/1998: normativa sull'uso speciale dei farmaci «Legge Di Bella»;
- il decreto ministeriale del 18 maggio 2001: malattie rare;
- il decreto ministeriale dell'8 maggio 2003: accesso anticipato o allargato;
- la finanziaria 2007 lettera Z e la finanziaria 2008.

Attraverso la legge 648/96 (e successive modifiche) venne stilato un elenco di medicinali erogabili a totale carico del SSN, allo scopo di rispondere tempestivamente a situazioni patologiche per le quali non sono disponibili in sede i farmaci approvati per quell'utilizzo specifico. Tale elenco è composto da medicinali approvati dopo studi clinici di Fase II e contiene inoltre provvedimenti attraverso le quali vengono indicate quali sono le condizioni e le modalità d'uso dei singoli medicamenti. I medicinali contenuti in questo elenco devono avere le seguenti caratteristiche:
- devono essere medicinali innovativi la cui commercializzazione è autorizzata all'estero e non sul territorio nazionale
- devono essere medicinali sottoposti a sperimentazione clinica
- devono essere medicinali da impiegare per un'indicazione terapeutica diversa rispetto a quella autorizzata.

Venne istituito inoltre un monitoraggio epidemiologico sull'impiego di questi medicinali per quelle patologie che non hanno una valida alternativa terapeutica. L'elenco che contiene questi medicinali è periodicamente aggiornato dalla CTS (commissione tecnico scientifica) dell'AIFA (Agenzia italiana del farmaco).
La richiesta di inserimento di un farmaco nella lista, può avvenire per iniziativa dalla stessa CTS o tramite la richiesta da parte di associazioni varie, società scientifiche, aziende sanitarie, università e tutte quelle strutture a carattere scientifico. Per richiedere l'inserimento è necessario che questi enti facciano pervenire alla CTS dell'AIFA una documentazione articolata, nella quale viene dimostrata la gravità della patologia e l'assenza di valide alternative terapeutiche, la descrizione del piano terapeutico proposto, i dati indicativi del costo del trattamento mensile o per ciclo di terapia per paziente, l'autorizzazione del medicinale in Italia o all'estero e tutta la documentazione scientifica con relativi dati clinici.
La dispensazione di questi medicinali è a carico del SSN (sistema sanitario nazionale) e può essere effettuata dal servizio farmaceutico in strutture prescrittrici o dalle ASL di residenza dei pazienti.
La legge 94/98, nota anche come "Legge Di Bella", affermò il principio in base al quale un medico è autorizzato dal Ministro della Salute a prescrivere i medicinali autorizzati per diverse indicazioni terapeutiche, vie e modalità di somministrazione rispetto a quelle ufficialmente previste.
Questa norma di legge venne emanata d'urgenza sulla spinta della vicenda del cosiddetto metodo Di Bella nel tentativo di razionalizzare e contenere i possibili effetti sul SSN dell'ampio utilizzo off-label di farmaci attuato da tale cura alternativa. Nell'art. 1 nel comma 3 viene ribadito il concetto di legittimità della prescrizione dei medicinali autorizzati per particolari indicazioni, e nell'art. 3, comma 2, viene espressamente definita la legittimità delle prescrizioni dei farmaci al di là delle indicazioni terapeutiche, delle vie e delle modalità di somministrazione consolidate.
Lo stesso art. 3 Comma 2 stabilisce che in singoli casi il medico può, sotto la propria e diretta responsabilità e previa informazione del paziente e acquisizione del consenso dello stesso, impiegare il medicinale prodotto industrialmente per un'indicazione o via di somministrazione o una modalità di somministrazione o di utilizzazione diversa da quella autorizzata. Tale prescrizione può avvenire solo ed esclusivamente nei casi in cui l'impiego proposto del farmaco sia documentato e conforme a lavori apparsi su pubblicazioni scientifiche accreditate in campo internazionale. Venne inoltre ammessa la prescrizione dei farmaci non autorizzati a condizione che fossero già inclusi in un elenco predisposto dalla CTS (commissione tecnico-scientifica) con finalità compassionevoli, in ragione all'assenza di alternative terapeutiche valide. Stando alla legge Di Bella i farmaci prescritti in off-label al di fuori della struttura ospedaliera sono a totale carico del cittadino, mentre sono a carico della azienda sanitaria solo in caso di ricovero ospedaliero.
Il decreto ministeriale del 18 maggio 2001 n°279 disciplinò le modalità di esenzione alla partecipazione al costo delle malattie rare per le correlate prestazioni di assistenza del Decreto Legislativo 98 n°124 e altresì individua le specifiche forme di tutela per i soggetti affetti da malattie rare.
Con il decreto legislativo dell'8 maggio 2003 venne ribadito il concetto che un prodotto medicinale sottoposto a sperimentazione clinica sul territorio nazionale o estero privo d'autorizzazione, può essere richiesto alla azienda produttrice per un uso al di fuori della sperimentazione clinica quando non esiste una valida alternativa terapeutica: in modo particolare, per patologie molto gravi, si parla in questo caso di uso allargato o anticipato del medicamento.
L'autorizzazione può essere rilasciata solo se il medicinale è oggetto di studi clinici sperimentali finiti o in corso almeno di una fase III, o in casi particolari di studi clinici già conclusi in fase II che abbiano dimostrato di possedere un qualche effetto terapeutico in pazienti in pericolo di vita. La fornitura del medicinale può essere richiesta all'impresa produttrice da parte del medico per uso nominale del singolo paziente o da più medici operanti in diversi centri o di gruppi collaborativi. Deve essere presentato un protocollo che contenga i dati pertinenti alla relativa efficacia, tollerabilità e all'uso che si intende farne. Il protocollo dovrà essere approvato dal Comitato etico dell'azienda ospedaliera o dell'ente dove avviene la sperimentazione. Il medicinale verrà fornito gratuitamente dall'impresa autorizzata.
Altre modifiche sono state apportate alla legge 94/98 con l'articolo 1 della legge finanziaria 2007, lettera Z e della legge finanziaria 2008, che definiscono come ricorrere in maniera diffusa e sistematica a terapie farmacologiche con farmaci off-label a carico del SSN non è possibile nell'ambito di strutture pubbliche o nel caso di trattamenti sanitari per la cura di patologie per le quali risultano già autorizzati dei farmaci efficaci con quella particolare indicazione.
Il Ministero della salute ha altresì indicato con una nota del 12 febbraio 2007 la disciplina dell'utilizzo dei medicinali innovativi che sono stati inseriti in un elenco aggiornato periodicamente e per i quali la commercializzazione è autorizzata in altri stati ma non sul territorio nazionale, o anche di medicinali non ancora autorizzati ma sottoposti a sperimentazione clinica, e di medicinali (a carico del SSN) destinati a soggetti che hanno una particolare patologia e che non dispongono al momento di una valida alternativa terapeutica.

### Responsabilità amministrative
L'eventuale responsabilità amministrativa per danno erariale è a capo della regione di riferimento in quanto responsabile della nomina dei direttori sanitari regionali e degli IRCCS, rimanendo comunque impregiudicati i profili di responsabilità del medico prescrittore.